# Lista över finländska mästare i fotboll

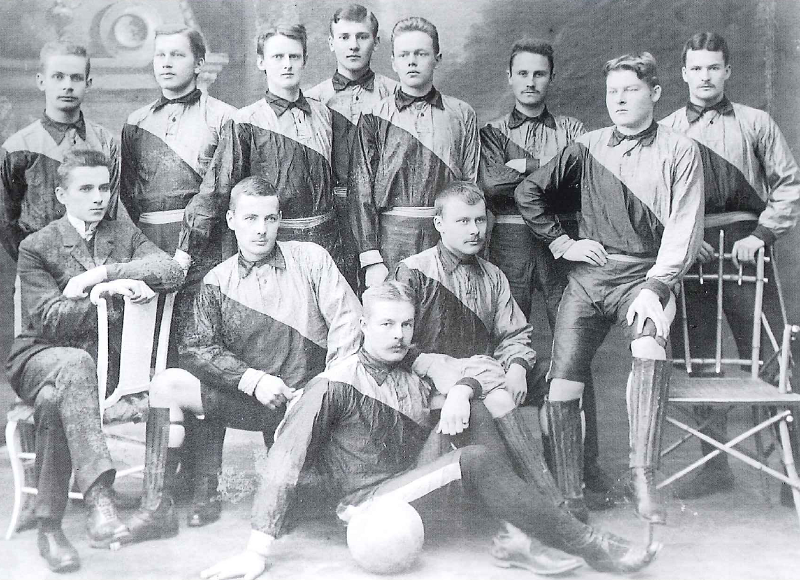
PUS vinnarlag 1909.

Detta är en lista över finländska mästare i fotboll genom tiderna. Mellan 1908 och 1929 avgjordes mästerskapet enligt cupsystem. Åren 1930–1989 hette högsta fotbollsserien "Mästerskapsserien" och från och med år 1990 "Tipsligan" (finska: Veikkausliiga).

## Finländska mästare
- 1908  Sportklubben Unitas, Helsingfors
- 1909  Polyteknikkojen Urheiluseura, Helsingfors
- 1910  Åbo IFK
- 1911  HJK, Helsingfors
- 1912  HJK, Helsingfors
- 1913  Kronohagens IF, Helsingfors
- 1914  Tävlingen inställd
- 1915  Kronohagens IF, Helsingfors
- 1916  Kronohagens IF, Helsingfors
- 1917  HJK, Helsingfors
- 1918  HJK, Helsingfors
- 1919  HJK, Helsingfors
- 1920  Åbo IFK
- 1921  HPS, Helsingfors
- 1922  HPS, Helsingfors
- 1923  HJK, Helsingfors
- 1924  Åbo IFK
- 1925  HJK, Helsingfors
- 1926  HPS, Helsingfors
- 1927  HPS, Helsingfors
- 1928  TPS, Åbo
- 1929  HPS, Helsingfors
- 1930  IFK Helsingfors
- 1931  IFK Helsingfors
- 1932  HPS, Helsingfors
- 1933  IFK Helsingfors
- 1934  HPS, Helsingfors
- 1935  HPS, Helsingfors
- 1936  HJK, Helsingfors
- 1937  IFK Helsingfors
- 1938  HJK, Helsingfors
- 1939  TPS, Åbo
- 1940  Sudet, Viborg
- 1941  TPS, Åbo
- 1942  Helsingin Toverit, Helsingfors
- 1943  Tävlingen inställd
- 1944  IFK Vasa
- 1945  VPS, Vasa
- 1946  IFK Vasa
- 1947  IFK Helsingfors
- 1948  VPS, Vasa
- 1949  TPS, Åbo
- 1950  Ilves-Kissat, Tammerfors
- 1951  KTP, Kotka
- 1952  KTP, Kotka
- 1953  IFK Vasa
- 1954  Pyrkivä, Åbo
- 1955  Kronohagens IF, Helsingfors
- 1956  KuPS, Kuopio
- 1957  HPS, Helsingfors
- 1958  KuPS, Kuopio
- 1959  IFK Helsingfors
- 1960  Valkeakosken Haka
- 1961  IFK Helsingfors
- 1962  Valkeakosken Haka
- 1963  Reipas, Lahtis
- 1964  HJK, Helsingfors
- 1965  Valkeakosken Haka
- 1966  KuPS, Kuopio
- 1967  Reipas, Lahtis
- 1968  TPS, Åbo
- 1969  KPV, Karleby
- 1970  Reipas, Lahtis
- 1971  TPS, Åbo
- 1972  TPS, Åbo
- 1973  HJK, Helsingfors
- 1974  KuPS, Kuopio
- 1975  TPS, Åbo
- 1976  KuPS, Kuopio
- 1977  Valkeakosken Haka
- 1978  HJK, Helsingfors
- 1979  OPS, Uleåborg
- 1980  OPS, Uleåborg
- 1981  HJK, Helsingfors
- 1982  FC Kuusysi, Lahtis
- 1983  Ilves Tammerfors
- 1984  FC Kuusysi, Lahtis
- 1985  HJK, Helsingfors
- 1986  FC Kuusysi, Lahtis
- 1987  HJK, Helsingfors
- 1988  HJK, Helsingfors
- 1989  FC Kuusysi, Lahtis
- 1990 HJK, Helsingfors
- 1991 FC Kuusysi, Lahtis
- 1992 HJK, Helsingfors
- 1993 FC Jazz, Björneborg
- 1994 TPV, Tanmerfors
- 1995 FC Haka, Valkeakoski
- 1996 FC Jazz, Björneborg
- 1997 HJK, Helsingfors
- 1998 FC Haka, Valkeakoski
- 1999 FC Haka, Valkeakoski
- 2000 FC Haka, Valkeakoski
- 2001 Tampere United, Tammerfors
- 2002 HJK, Helsingfors
- 2003 HJK, Helsingfors
- 2004 FC Haka, Valkeakoski
- 2005 MyPa, Anjalankoski
- 2006 Tampere United, Tammerfors
- 2007 Tampere United, Tammerfors
- 2008 FC Inter, Åbo
- 2009 HJK, Helsingfors
- 2010 HJK, Helsingfors
- 2011 HJK, Helsingfors
- 2012 HJK, Helsingfors
- 2013 HJK, Helsingfors
- 2014 HJK, Helsingfors
- 2015 SJK, Seinäjoki
- 2016 IFK Mariehamn
- 2017 HJK, Helsingfors
- 2018 HJK, Helsingfors
- 2019 KuPS, Kuopio
- 2020 HJK, Helsingfors
- 2021 HJK, Helsingfors
- 2022 HJK, Helsingfors
- 2023 HJK, Helsingfors

## Finländska mästare genom åren
- 33 – HJK Helsingfors
- 9 – Helsingin Palloseura (HPS) Helsingfors
- 9 – Valkeakosken Haka/FC Haka Valkeakoski
- 8 – Turun Palloseura (TPS) Åbo
- 7 – IFK Helsingfors (HIFK)
- 6 – Kuopion Palloseura (KuPS) Kuopio
- 5 – FC Kuusysi Lahtis
- 4 – Kronohagens IF Helsingfors
- 3 – Reipas Lahtis
- 3 – Tampere United (TamU) Tammerfors
- 3 – IFK Vasa (VIFK)
- 3 – IFK Åbo (ÅIFK)
- 2 – FC Jazz Björneborg
- 2 – Kotkan Työväen Palloilijat (KTP) Kotka
- 2 – Oulun Palloseura (OPS) Uleåborg
- 2 – Vaasan Palloseura (VPS) Vasa
- 1 – Helsingin Toverit Helsingfors
- 1 – Ilves Tammerfors
- 1 – Ilves-Kissat Tammerfors
- 1 – FC Inter Åbo
- 1 – Kokkolan Palloveikot (KPV) Karleby
- 1 – IFK Mariehamn Mariehamn
- 1 – Myllykosken Pallo -47 (MyPa) Anjalankoski
- 1 – Polyteknikkojen Urheiluseura (PUS) Helsingfors
- 1 – Pyrkivä S:t Marie (numera ingående i Åbo)
- 1 – Sudet Viborg
- 1 – Tampereen Pallo-Veikot (TPV) Tammerfors
- 1 – Sportklubben Unitas Helsingfors
- 1 – Seinäjoen Jalkapallokerho (SJK) Seinäjoki

### Fotnoter
1. ↑  Antti Koivukangas (31 mars 2016). ”Fotbollsligan 1990: Kuusela ledde HJK till guld”. Yle. https://svenska.yle.fi/artikel/2016/03/31/fotbollsligan-1990-kuusela-ledde-hjk-till-guld. Läst 23 november 2016.